# Focke-Wulf Fw 190

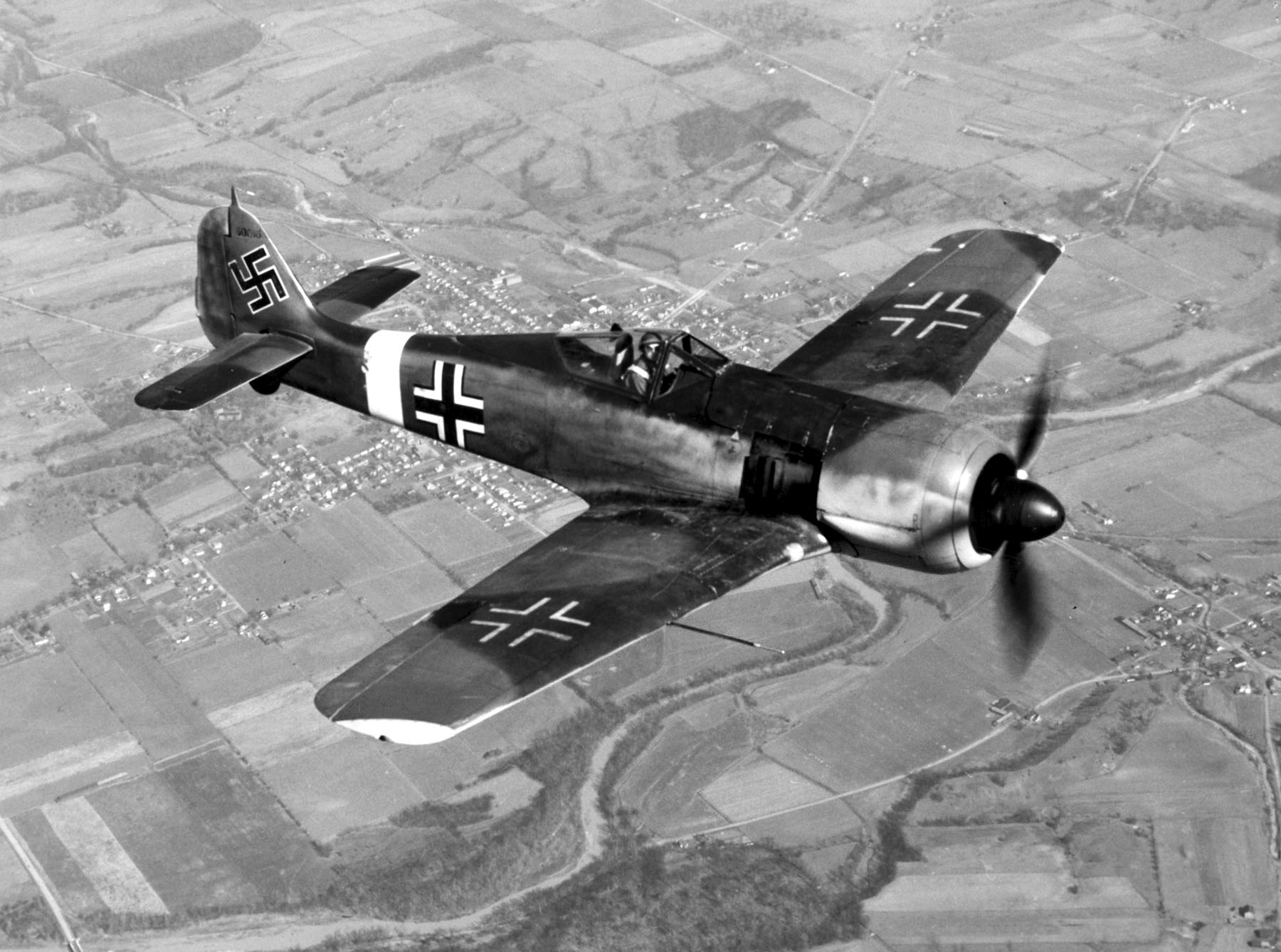
Focke-Wulf Fw 190

Focke-Wulf Fw 190 Würger („sfrânciog”), a fost un avion de vânătoare monomotor, monoloc al Luftwaffe, și unul dintre cele mai bune avioane de vânătoare al generației sale. A fost foarte utilizat în Al doilea război mondial, fiind construite peste 20,000 de exemplare, inclusiv 6,000 de modele multirol.
Constructiv au existat 2 modele de bază:
- cu motorul în stea (BMW 801)
- cu motorul in linie (Junkers Jumo 235) - așa-zisul "long-nose".

In momentul apariției, modelelul Fw 190 întrecea prin performanțe orice avion de vanatoare aliat. Doar acest model era dotat cu putere de lupta.
capabil sa infrunte bombardierele americane, dar la 7000 m performantele lui scădeau.
Față de avioanele Aliaților, a avut până spre sfârșitul războiului o superioritate tehnică remarcabilă. "Concurenții" britanici erau variantele perfecționate de Spitfire, apoi Hawker TEMPEST V - avion pe care a luptat și celebrul Pierre Closteman din FAFL.